# Петров, Дмитрий Васильевич (востоковед)
Дми́трий Васи́льевич Петро́в (8 августа 1927 — 12 ноября 1994) — советский и российский востоковед, доктор исторических наук (21 ноября 1964), профессор (6 декабря 1972), заслуженный деятель науки РСФСР (13 мая 1991).

## Биография
Родился в 1927 г. в пригороде Москвы, г. Бабушкине (ныне — Москва). Мать Софья Осиповна Петрова- заведующая детсадом Министерства авиационной промышленности.  Отец  Василий Васильевич Петров,  в Первую мировую войну сдал экзамен на военного летчика, летал на самолете Фарман. В годы Великой Отечественной войны Василий Петров, был главным инженером оборонного завода, исполнял обязанности его директора  и имел бронь от призыва. Но пошел на фронт добровольцем в рядах народного ополчения. Дошел до Берлина, после участвовал в войне с Японией.  Скончался в 1956 г.
Дмитрий Васильевич Петров поступил на японское отделение Московского института востоковедения (1944—1949). Учился прилежно и закончил с отличием. В 1952 г. окончил аспирантуру того же института, присуждена ученая степень кандидата исторических наук. Тема кандидатской диссертации — «Американская экспансия в Японии в середине XIX века. 1853—1888 гг.». Научный руководитель — д.и.н., профессор Эсфирь Яковлевна Файнберг. Большое влияние на него оказал академик АН СССР Николай Иосифович Конрад. Как ученый Д.В.Петров формировался в 1950-е годы. Выпустил книгу об истории японо-американских отношений XIX века по материалам диссертации. 
После института работа на радио — Гостелерадио (1952—1955). В последующие несколько лет работал переводчиком-консультантом в Высшей партийной школе при ЦК КПК (г. Пекин). За эти годы появилось несколько десятков его статей на разные темы — в газетах «Правда», «Известия», «Литературная газета», общественно-политических страницах еженедельников «Новое время», «За рубежом». Отдельную часть составляли работы для вещания на японском языке.   
По возвращения из Пекина поступил (1958) на работу в Институт мировой экономики и международных отношений. Однако менее чем через год его посылают корреспондентом газеты «Известия» в Токио, куда он едет с женой и сыном (1962). В Японии свел знакомство с И.А.Латышевым, который представлял в те же годы «Правду».  
По возвращении в Москву и поступлении в ИМЭМО случай свел с Л. Н. Кутаковым, послом, д.и.н. и профессором, который работал в те годы ректором МГИМО. Он обратил внимание на Д. В. Петрова, предложил читать лекции по внешней политике Японии выпускникам-японистам (1964—1993). 
Талант популяризатора проявился в лекциях, которые на протяжении 30 лет читал в МГИМО. Он был хорошим лектором, оратором, чувствовавшим аудиторию, настроенную иногда не лучшим образом. На протяжении многих десятилетий участвовал в ситуационных анализах, международных конференциях и симпозиумах. По острым вопросам отстаивал понимание истины и государственные интересы СССР и России. Считал необходимым иметь собственное мнение по спорным вопросам. Его научные изыскания знакомили с японскими достижениями и дополняли работы, появившиеся в печати. Отличалось основательностью, объективностью и широтой видения.
В ИМЭМО дописывал докторскую диссертацию, защитил ее в мае 1964 года, потом опубликовал фундаментальную книгу на её основе «Внешняя политика Японии после Второй мировой войны» (1965). Он возглавил Сектор международно-политических проблем Дальнего Востока (1965—1976).  
В 1973 г. опубликовал книгу «Япония в мировой политике». В ней показал, как изменяются выводы, намеченные в предыдущих исследованиях. Новизна состояла в том, что он был первым ученым, указавшим на стремление японских правящих кругов к концептуализации изменений, своего рода «доктрине» внешней политики Японии. На деле это пришло в жизнь с концепцией 1982 года (премьер-министра Я.Накасонэ). Означает опережение Д. В. Петровым на десять лет по сравнению с зарубежными коллегами. 
В 1976 г. он переходит в Институт Дальнего Востока и основывает Отдел Японии. Крупных работ не выходило, но сосредоточился на подготовки записок «для инстанций» по проведению тех или иных мероприятий, связанных с этой страной. Отдел состоял из двух секторов (1985) и насчитывал около тридцати сотрудников (1990).
Четыре монографии переведены и изданы в Японии, некоторые работы переводились на английский, немецкий, чешский и польский языки. Пользовался авторитетом среди японских ученых, журналистов и дипломатов, коллег из зарубежных стран.  
В 1978 г. «неудачно» съездил в Японию. По обсуждениям д.и.н. Инесса Яковлевна Бедняк-Бурлингас (ИДВ) написала донос в КГБ о якобы «отличных отзывах», возникших у него от этой поездки.  Никто никогда не подтвердил и не оспорил имени автора доноса. Выезд за границу был закрыт до 1980 г.
Сказал слово в работах о становлении в потерпевшей поражение во Второй мировой войне Японии. Показал на примерах внешней политики отсутствие в духе милитаризма настроенных и воспитанных лиц среди японской элиты. Было показано смещение старых представителей на отдаленную периферию от «делания политики» (1945—1960). 
Со следующего десятилетия в Японии начинает формироваться мысль о возрождении национальной мощи с упором на экономическую ее часть. Политические претензии воспринимаются японцами как сознательно подчиненное их место, вспомогательное предназначение. Частично решаются территориальные проблемы в переговорах с США (1960—1972).
Отсюда сознательно сформирован пакет политических претензий, постепенно позволяющих подогревать претензии японской элиты в отношениях с СССР и Россией («проблема северных территорий», под которыми имеются в виду острова Южной Курильской гряды). На деле эти амбиции выражались в попытках использовать этот блок на отношениях с США, странами Западной Европы и Канады (1973—1986). 
Крупный блок политики Японии — ее отношения с КНР, которой нужно было приспособиться к изменению курса крупной региональной державы в ее сложных, противоречивых тенденциях внешней политики в отношении Японии, США и СССР (1974—1988). Д. В. Петров показал необычное, что внесло в этот период правление японской внешнеполитической элиты. 
После распада СССР редактировал и издавал книги (сборники статей) российских ученых о достижениях Японии на состояние японоведения (1990).
Участвовал в популяризации достижений Японии, вносил вклад в установление оперативных связей между московскими центрами и другими городами России — Санкт-Петербург, Владивосток, Томск, Иркутск, Хабаровск, Чита, Южно-Сахалинск и другие (1970—1990). 
Организовал своеобразный консультативный научный центр на базе «Общества СССР - Япония» (совместно с И.А.Латышевым), куда вошли Институт востоковедения, Институт Дальнего Востока, ИМЭМО, Институт международного рабочего движения, Дипломатическая академия, МГИМО, ИСАА, Институт конъюнктуры, Санкт-Петербургский (Ленинградский) филиал Института востоковедения, Восточный факультет СПбГУ, институты и центры Владивостока и Томска. Был содиректором центра. Уделял большое внимание Институту востоковедения. В 1993 г. в качестве председателя возглавлял учредительную Ассоциацию японоведов России и стал заместителем ее председателя.
Уделял внимание подготовке новой смены. Ученики Д. В. Петрова — чл.-корреспондент РАН М. Г. Носов, д.пол.н. А.Д.Богатуров, кандидаты исторических наук В. А. Лешке, И. А. Цветова, А. А. Макаров, Н. В. Горячева, И. Н. Твердохлебов, Л.П.Пинаев, И.Э.Круговых. 
Трагически умер от рака в 1994 году. Существует обширная  библиография трудов.

## Статьи
— Особенности японской экспансии в Азии. — Мировая экономика и международные отношения. 1963, № 9, с. 35—45.
— Иена против доллара: торговая война союзников. — Международная жизнь. 1964, № 3, с. 73—82.
— Штормовой период японо-американских отношений. — Международная жизнь. 1965, № 2, с. 51—60.
— Япония и Южная Корея: сговор за спиной народов. — Мировая экономика и международные отношения. 1965, № 6 , с. 99—101.
— Япония и война во Вьетнаме. — Международная жизнь. 1965. № 11, с. 48—57.
— Треугольник Вашинггон-Сеул-Токио. — Международная жизнь. 1966, № 4, с. 38—45.
— Япония в стратегии Вашингтона. — Международная жизнь. 1968, № 6, с. 23—33.
— Советско-японские отношения развиваются. — Международная жизнь. 1969, № 9, с. 110—113.
— Окинава — ставка в большой игре. — Международная жизнь. 1970, № 2, с. 72—80.
— Япония: 25 лет после капитуляции. — Мировая экономика и международные отношения. 1970, № 9, с. 31—41.
— США-Япония: новая фаза. — США. Экономика, политика, идеология. 1972, № 2, с. 15—25.
— Япония в современном мире. — Коммунист. 1972, № 9, с. 88—101.
— Япония в поисках нового курса. — Мировая экономика и международные отношения. 1973, № 9, с. 16—31.
— Япония под ударом. — Мировая экономика и международные отношения. 1974, № 3 , с. 76—77.
— Тихоокеанская Азия после окончания войны во Вьетнаме. — Международные проблемы. 1976, № 20.
— Политический кризис в Японии. — Проблемы Дальнего Востока. 1977, № 2, с. 58—79.
— Япония в азиатской политике США. — Международная жизнь. 1978, № 9, с. 57—65.
— Япония в современном мире. — Мировая экономика и международные отношения. 1980, № 12, с. 67—79.
— Состояние и перспективы развития советско-японских отношений (на яп. яз.). — Дзию. 1981, № 12.
— Япония в ядерной стратегии США. — Проблемы Дальнего Востока. 1984, № 2, с. 53—63.
— Токио-Вашингтон. Характер «особого партнерства». — Международная жизнь. М., 1984, № 7 , с. 62—71.
— Японо-китайские отношения: проблемы и тенденции. — Проблемы Дальнего Востока. 1984, № 4, с. 26—36.
— Военно-блоковая политика империализма в азиатско-тихоокеанском регионе. — Проблемы Дальнего Востока. 1986, № 4, с. 71—82.
— Советский Союз — за прочный мир и безопасность в Азии. — Слово лектора, 1987, № 6.
— Результаты и значение визита Б. Н. Ельцина в Японию. — Знакомьтесь — Япония. 1993/1994, № 4, с. 47—62.
— Россия и Япония. Стереотипы восприятия. — Знакомьтесь — Япония. 1994, № 5, с. 46—52.
— Россия и Япония. Стереотипы восприятия (продолжение). — Знакомьтесь — Япония. 1994, № 6 , с. 42—49.